# 파타피직스

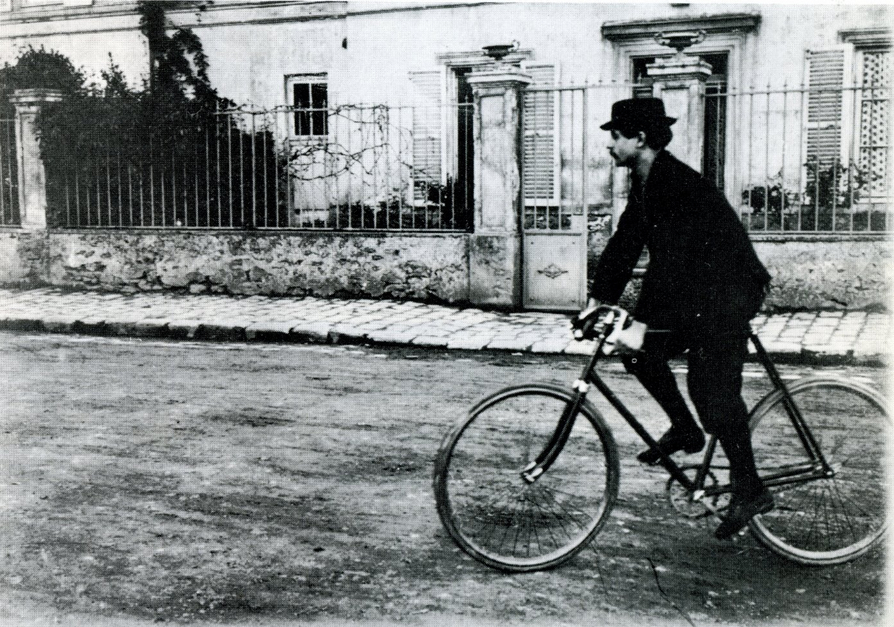
알포르빌에서의 알프레드 자리

파타피직스(영어: 'Pataphysics, 프랑스어: 'Pataphysique, 일본어식 번역: 형이초학)는 20세기 중반 유럽의 지성계를 풍미하던 신학문으로, 이 용어의 창시자는 프랑스의 극작가 알프레드 자리(Alfred Jarry, 1873~1907)다. 
파타피직스는 온갖 우스꽝스러운 부조리로 가득 찬 사이비 철학(혹은 과학)을 가리킨다. 파타피직스는 1948년 프랑스에서 ‘파타피직스 학회’가 만들어지면서 영향력을 발휘하기 시작했다. 후안 미로와 마르셀 뒤샹, 외젠 이오네스코와 장 주네와 같은 예술가들이 이 학회의 초기 멤버였으며, 철학자 장 보드리야르도 인생의 한동안 자신을 파타피지션(pataphysicain)으로 간주했다고 한다. 소설에 사이비인용을 이용하는 움베르토 에코 역시 대표적인 파타피지션 중 한 사람이다.

## 같이 보기
- 부조리
- 다다이즘
- 아이리시 불
- 메타픽션
- 유사과학